# Superprestige 2020-2021
Navigation
2019-2020 2021-2022
Le Superprestige 2020-2021 est la 39e édition du Superprestige, compétition qui se déroule entre le 11 octobre 2020 et le 6 février 2021. Le challenge est composé de huit manches qui ont lieu en Belgique et aux Pays-Bas. Toutes les épreuves font partie du calendrier de la saison de cyclo-cross masculine et féminine 2020-2021.
Les épreuves de Zonhoven (Cyclo-cross de Zonhoven) et de Diegem (Cyclo-cross de Diegem) présentes la saison précédente sont remplacées par celles de Niel (Jaarmarktcross) et Zolder (GP Eric De Vlaeminck). Comme lors de la saison précédente, les espoirs masculins et féminins courent avec les élites, mais les classements généraux sont distincts.
Contrairement aux saisons précédentes et en raison de l'épidémie de Covid-19, seuls deux classements généraux sont maintenus : un pour chaque sexe, toutes catégories confondues.

## Barème
Les 15 premiers de chaque course marquent des points pour le classement général selon le tableau suivant :
| Position           | 1er | 2e | 3e | 4e | 5e | 6e | 7e | 8e | 9e | 10e | 11e | 12e | 13e | 14e | 15e |
| Classement général | 15  | 14 | 13 | 12 | 11 | 10 | 9  | 8  | 7  | 6   | 5   | 4   | 3   | 2   | 1   |

## Hommes

### Résultats
| # | Date        | Lieu                                       | Vainqueur              | Deuxième               | Troisième         | Leader du classement général |
| - | ----------- | ------------------------------------------ | ---------------------- | ---------------------- | ----------------- | ---------------------------- |
| 1 | 11 octobre  | Gieten (Cyclo-cross de Gieten)             | Toon Aerts             | Eli Iserbyt            | Laurens Sweeck    | Toon Aerts                   |
| 2 | 24 octobre  | Ruddervoorde (Cyclo-cross de Ruddervoorde) | Eli Iserbyt            | Toon Aerts             | Lars van der Haar | Eli Iserbyt Toon Aerts       |
| 3 | 11 novembre | Niel (Jaarmarktcross)                      | Laurens Sweeck         | Eli Iserbyt            | Toon Aerts        | Eli Iserbyt                  |
| 4 | 22 novembre | Merksplas (Cyclo-cross de Merksplas)       | Michael Vanthourenhout | Eli Iserbyt            | Laurens Sweeck    | Eli Iserbyt                  |
| 5 | 6 décembre  | Boom (Cyclo-cross de De Schorre Boom)      | Eli Iserbyt            | Michael Vanthourenhout | Toon Aerts        | Eli Iserbyt                  |
| 6 | 13 décembre | Gavere (Cyclo-cross d'Asper-Gavere)        | Tom Pidcock            | Mathieu van der Poel   | Toon Aerts        | Eli Iserbyt                  |
| 7 | 26 décembre | Zolder (GP Eric De Vlaeminck)              | Mathieu van der Poel   | Wout van Aert          | Lars van der Haar | Toon Aerts                   |
| 8 | 6 février   | Middelkerke (Noordzeecross)                | Laurens Sweeck         | Michael Vanthourenhout | Eli Iserbyt       | Toon Aerts                   |

### Classement général
| Pos. | Coureur                | Équipe                     | GIE | RUD | NIE | MRK | BOO | GAV | ZOL | MID | Points |
| ---- | ---------------------- | -------------------------- | --- | --- | --- | --- | --- | --- | --- | --- | ------ |
| 1    | Toon Aerts             | Baloise Trek Lions         | 1   | 2   | 3   | 4   | 3   | 3   | 7   | 6   | 99     |
| 2    | Eli Iserbyt            | Pauwels Sauzen-Bingoal     | 2   | 1   | 2   | 2   | 1   | 4   | DNF | 3   | 97     |
| 3    | Michael Vanthourenhout | Pauwels Sauzen-Bingoal     | 8   | 4   | 6   | 1   | 2   | 6   | 5   | 2   | 94     |
| 4    | Laurens Sweeck         | Pauwels Sauzen-Bingoal     | 3   | 4   | 1   | 3   | 7   | 11  | 4   | 1   | 93     |
| 5    | Lars van der Haar      | Baloise Trek Lions         | 5   | 3   | 4   | 6   | 8   | 5   | 3   | 5   | 89     |
| 6    | Corné van Kessel       | Tormans Cyclo Cross Team   | 4   | 8   | 5   | 5   | 5   | 8   | 6   | 4   | 83     |
| 7    | Daan Soete             | Group Hens-Maes Containers | 7   | 6   | 9   | 9   | 13  | 10  | 10  | 18  | 48     |
| 8    | Quinten Hermans        | Tormans Cyclo Cross Team   | DNF | 9   | 7   | 11  | 10  | 7   | 21  | 8   | 44     |
| 9    | Ryan Kamp              | Pauwels Sauzen-Bingoal     | 6   | 16  | 8   | 16  | 6   | 15  | 11  | 11  | 39     |
| 10   | Felipe Orts            | Teika-Gsport-BH            | 23  | 7   | 11  | 7   | —   | —   | 13  | 7   | 35     |

## Femmes

### Résultats
| # | Date        | Lieu                                       | Vainqueur       | Deuxième        | Troisième       | Leader du classement général |
| - | ----------- | ------------------------------------------ | --------------- | --------------- | --------------- | ---------------------------- |
| 1 | 11 octobre  | Gieten (Cyclo-cross de Gieten)             | Ceylin Alvarado | Annemarie Worst | Lucinda Brand   | Ceylin Alvarado              |
| 2 | 24 octobre  | Ruddervoorde (Cyclo-cross de Ruddervoorde) | Ceylin Alvarado | Annemarie Worst | Lucinda Brand   | Ceylin Alvarado              |
| 3 | 11 novembre | Niel (Jaarmarktcross)                      | Lucinda Brand   | Ceylin Alvarado | Denise Betsema  | Ceylin Alvarado              |
| 4 | 22 novembre | Merksplas (Cyclo-cross de Merksplas)       | Lucinda Brand   | Denise Betsema  | Ceylin Alvarado | Ceylin Alvarado              |
| 5 | 6 décembre  | Boom (Cyclo-cross de De Schorre Boom)      | Lucinda Brand   | Ceylin Alvarado | Denise Betsema  | Lucinda Brand                |
| 6 | 13 décembre | Gavere (Cyclo-cross d'Asper-Gavere)        | Lucinda Brand   | Denise Betsema  | Ceylin Alvarado | Lucinda Brand                |
| 7 | 26 décembre | Zolder (GP Eric De Vlaeminck)              | Lucinda Brand   | Ceylin Alvarado | Annemarie Worst | Lucinda Brand                |
| 8 | 6 février   | Middelkerke (Noordzeecross)                | Denise Betsema  | Ceylin Alvarado | Lucinda Brand   | Lucinda Brand                |

### Classement général
| Pos. | Coureur           | Équipe                 | GIE | RUD | NIE | MRK | BOO | GAV | ZOL | MID | Points |
| ---- | ----------------- | ---------------------- | --- | --- | --- | --- | --- | --- | --- | --- | ------ |
| 1    | Lucinda Brand     | Baloise Trek Lions     | 3   | 3   | 1   | 1   | 1   | 1   | 1   | 3   | 114    |
| 2    | Ceylin Alvarado   | Alpecin-Fenix          | 1   | 1   | 2   | 3   | 2   | 3   | 2   | 2   | 112    |
| 3    | Denise Betsema    | Pauwels Sauzen-Bingoal | 5   | 7   | 3   | 2   | 3   | 2   | 4   | 1   | 101    |
| 4    | Yara Kastelijn    | Credishop-Fristads     | 4   | 4   | 4   | 6   | 5   | 5   | 12  | 5   | 83     |
| 5    | Annemarie Worst   | 777.be                 | 2   | 2   | 5   | 4   | 4   | 13  | 3   | DNF | 79     |
| 6    | Manon Bakker      | Credishop-Fristads     | 8   | 5   | 7   | 7   | 9   | 7   | 5   | 4   | 76     |
| 7    | Sanne Cant        | Iko-Crelan             | 10  | 20  | 6   | 5   | 11  | 6   | 13  | 6   | 55     |
| 8    | Aniek van Alphen  | Credishop-Fristads     | 6   | 12  | 13  | 12  | 12  | 9   | 14  | 9   | 41     |
| 9    | Anna Kay          | Starcasino             | 14  | 14  | —   | 8   | 10  | 12  | 7   | 11  | 36     |
| 10   | Laura Verdonschot | Pauwels Sauzen-Bingoal | 7   | 6   | 9   | 13  | —   | 19  | 10  | —   | 35     |